# Хосе Кларамунт
Хосе Кларамунт (ісп. José Claramunt, нар. 16 липня 1946, Пусол) — колишній іспанський футболіст, що грав на позиції півзахисника. Відомий, зокрема, виступами за футбольний клуб «Валенсія», а також національну збірну Іспанії.

## Титули і досягнення
Чемпіонат Іспанії
- Чемпіон (1): 1970–71

Кубок Іспанії
- Володар (1): 1966–67
- Фіналіст (3): 1969–70, 1970–71, 1971–72